# Medagliati olimpici nel freestyle
Elenco dei vincitori di medaglie olimpica nel freestyle.

## Albo d'oro

### Maschile

#### Gobbe
| Edizione                                           | Oro                                                | Argento                                 | Bronzo                                  |
| -------------------------------------------------- | -------------------------------------------------- | --------------------------------------- | --------------------------------------- |
| Calgary 1988                                       | Håkan Hansson                                      | Hans Engelsen Eide                      | Edgar Grospiron                         |
| Albertville 1992                                   | Edgar Grospiron                                    | Olivier Allamand                        | Nelson Carmichael                       |
| Lillehammer 1994                                   | Jean-Luc Brassard                                  | Sergej Šuplecov                         | Edgar Grospiron                         |
| Nagano 1998                                        | Jonny Moseley                                      | Janne Lahtela                           | Sami Mustonen                           |
| Salt Lake City 2002                                | Janne Lahtela                                      | Travis Mayer                            | Richard Gay                             |
| Torino 2006                                        | Dale Begg-Smith                                    | Mikko Ronkainen                         | Toby Dawson                             |
| Vancouver 2010                                     | Alexandre Bilodeau                                 | Dale Begg-Smith                         | Bryon Wilson                            |
| Soči 2014                                          | Alexandre Bilodeau                                 | Mikaël Kingsbury                        | Aleksandr Smyšljaev                     |
| Pyeongchang 2018                                   | Mikaël Kingsbury                                   | Matt Graham                             | Daichi Hara                             |
| Pechino 2022                                       | Walter Wallberg                                    | Mikaël Kingsbury                        | Ikuma Horishima                         |
| Atleta meglio premiato: Alexandre Bilodeau (2/0/0) | Atleta meglio premiato: Alexandre Bilodeau (2/0/0) | Nazione meglio premiata: Canada (4/2/0) | Nazione meglio premiata: Canada (4/2/0) |

#### Salti
| Edizione                                            | Oro                                                 | Argento                                             | Bronzo                                              |
| --------------------------------------------------- | --------------------------------------------------- | --------------------------------------------------- | --------------------------------------------------- |
| Calgary 1988                                        | Jean-Marc Rozon                                     | Didier Méda                                         | Lloyd Langlois                                      |
| Albertville 1992                                    | Philippe LaRoche                                    | Nicolas Fontaine                                    | Didier Méda                                         |
| Lillehammer 1994                                    | Andreas Schönbächler                                | Philippe LaRoche                                    | Lloyd Langlois                                      |
| Nagano 1998                                         | Eric Bergoust                                       | Sébastien Foucras                                   | Dzmitryj Daščynski                                  |
| Salt Lake City 2002                                 | Aleš Valenta                                        | Joe Pack                                            | Aljaksej Hryšyn                                     |
| Torino 2006                                         | Han Xiaopeng                                        | Dzmitryj Daščynski                                  | Vladimir Lebedev                                    |
| Vancouver 2010                                      | Aljaksej Hryšyn                                     | Jeret Peterson                                      | Liu Zhongqing                                       |
| Soči 2014                                           | Anton Kušnir                                        | David Morris                                        | Jia Zongyang                                        |
| Pyeongchang 2018                                    | Oleksandr Abramenko                                 | Jia Zongyang                                        | Il'ja Burov                                         |
| Pechino 2022                                        | Qi Guangpu                                          | Oleksandr Abramenko                                 | Il'ja Burov                                         |
| Atleta meglio premiato: Oleksandr Abramenko (1/1/0) | Atleta meglio premiato: Oleksandr Abramenko (1/1/0) | Nazione meglio premiata: Bielorussia e Cina (2/1/2) | Nazione meglio premiata: Bielorussia e Cina (2/1/2) |

#### Ski cross
| Edizione                                      | Oro                                           | Argento                                   | Bronzo                                    |
| --------------------------------------------- | --------------------------------------------- | ----------------------------------------- | ----------------------------------------- |
| Vancouver 2010                                | Michael Schmid                                | Andreas Matt                              | Audun Grønvold                            |
| Soči 2014                                     | Jean-Frédéric Chapuis                         | Arnaud Bovolenta                          | Jonathan Midol                            |
| Pyeongchang 2018                              | Brady Leman                                   | Marc Bischofberger                        | Sergej Ridzik                             |
| Pechino 2022                                  | Ryan Regez                                    | Alex Fiva                                 | Sergej Ridzik                             |
| Atleta meglio premiato: Sergej Ridzik (0/0/2) | Atleta meglio premiato: Sergej Ridzik (0/0/2) | Nazione meglio premiata: Svizzera (2/2/0) | Nazione meglio premiata: Svizzera (2/2/0) |

#### Halfpipe
| Edizione                                   | Oro                                        | Argento                                      | Bronzo                                       |
| ------------------------------------------ | ------------------------------------------ | -------------------------------------------- | -------------------------------------------- |
| Soči 2014                                  | David Wise                                 | Mike Riddle                                  | Kevin Rolland                                |
| Pyeongchang 2018                           | David Wise                                 | Alex Ferreira                                | Nico Porteous                                |
| Pechino 2022                               | Nico Porteous                              | David Wise                                   | Alex Ferreira                                |
| Atleta meglio premiato: David Wise (2/1/0) | Atleta meglio premiato: David Wise (2/1/0) | Nazione meglio premiata: Stati Uniti (2/2/1) | Nazione meglio premiata: Stati Uniti (2/2/1) |

#### Slopestyle
| Edizione                                     | Oro                                          | Argento                                      | Bronzo                                       |
| -------------------------------------------- | -------------------------------------------- | -------------------------------------------- | -------------------------------------------- |
| Soči 2014                                    | Joss Christensen                             | Gus Kenworthy                                | Nick Goepper                                 |
| Pyeongchang 2018                             | Øystein Bråten                               | Nick Goepper                                 | Alex Beaulieu-Marchand                       |
| Pechino 2022                                 | Alexander Hall                               | Nick Goepper                                 | Jesper Tjäder                                |
| Atleta meglio premiato: Nick Goepper (0/2/1) | Atleta meglio premiato: Nick Goepper (0/2/1) | Nazione meglio premiata: Stati Uniti (2/3/1) | Nazione meglio premiata: Stati Uniti (2/3/1) |

#### Big air
| Edizione                | Oro                     | Argento                  | Bronzo                   |
| ----------------------- | ----------------------- | ------------------------ | ------------------------ |
| Pechino 2022            | Birk Ruud               | Colby Stevenson          | Henrik Harlaut           |
| Atleta meglio premiato: | Atleta meglio premiato: | Nazione meglio premiata: | Nazione meglio premiata: |

#### Balletto
| Edizione         | Oro                | Argento          | Bronzo           |
| ---------------- | ------------------ | ---------------- | ---------------- |
| Calgary 1988     | Hermann Reitberger | Lane Spina       | Rune Kristiansen |
| Albertville 1992 | Fabrice Becker     | Rune Kristiansen | Lane Spina       |

### Femminile

#### Gobbe
| Edizione                                  | Oro                                       | Argento                                      | Bronzo                                       |
| ----------------------------------------- | ----------------------------------------- | -------------------------------------------- | -------------------------------------------- |
| Calgary 1988                              | Tatjana Mittermayer                       | Raphaëlle Monod                              | Conny Kissling                               |
| Albertville 1992                          | Donna Weinbrecht                          | Elizaveta Koževnikova                        | Stine Lise Hattestad                         |
| Lillehammer 1994                          | Stine Lise Hattestad                      | Elizabeth McIntyre                           | Elizaveta Koževnikova                        |
| Nagano 1998                               | Tae Satoya                                | Tatjana Mittermayer                          | Kari Traa                                    |
| Salt Lake City 2002                       | Kari Traa                                 | Shannon Bahrke                               | Tae Satoya                                   |
| Torino 2006                               | Jennifer Heil                             | Kari Traa                                    | Sandra Laoura                                |
| Vancouver 2010                            | Hannah Kearney                            | Jennifer Heil                                | Shannon Bahrke                               |
| Soči 2014                                 | Justine Dufour-Lapointe                   | Chloé Dufour-Lapointe                        | Hannah Kearney                               |
| Pyeongchang 2018                          | Perrine Laffont                           | Justine Dufour-Lapointe                      | Julija Galyševa                              |
| Pechino 2022                              | Jakara Anthony                            | Jaelin Kauf                                  | Anastasia Smirnova                           |
| Atleta meglio premiato: Kari Traa (1/1/1) | Atleta meglio premiato: Kari Traa (1/1/1) | Nazione meglio premiata: Stati Uniti (2/3/2) | Nazione meglio premiata: Stati Uniti (2/3/2) |

#### Salti
| Edizione                                                    | Oro                                                         | Argento                                      | Bronzo                                       |
| ----------------------------------------------------------- | ----------------------------------------------------------- | -------------------------------------------- | -------------------------------------------- |
| Calgary 1988                                                | Melanie Palenik                                             | Sonja Reichart                               | Carin Hernskog                               |
| Albertville 1992                                            | Colette Brand                                               | Marie Lindgren                               | Elfie Simchen                                |
| Lillehammer 1994                                            | Lina Cheryazova                                             | Marie Lindgren                               | Hilde Synnøve Lid                            |
| Nagano 1998                                                 | Nikki Stone                                                 | Xu Nannan                                    | Colette Brand                                |
| Salt Lake City 2002                                         | Alisa Camplin                                               | Veronica Brenner                             | Deidra Dionne                                |
| Torino 2006                                                 | Evelyne Leu                                                 | Li Nina                                      | Alisa Camplin                                |
| Vancouver 2010                                              | Lydia Lassila                                               | Li Nina                                      | Guo Xinxin                                   |
| Soči 2014                                                   | Ala Cuper                                                   | Xu Mengtao                                   | Lydia Lassila                                |
| Pyeongchang 2018                                            | Hanna Hus'kova                                              | Zhang Xin                                    | Kong Fanyu                                   |
| Pechino 2022                                                | Xu Mengtao                                                  | Hanna Hus'kova                               | Megan Nick                                   |
| Atleta meglio premiato: Xu Mengtao e Hanna Hus'kova (1/1/0) | Atleta meglio premiato: Xu Mengtao e Hanna Hus'kova (1/1/0) | Nazione meglio premiata: Bielorussia (2/1/0) | Nazione meglio premiata: Bielorussia (2/1/0) |

#### Ski cross
| Edizione                                     | Oro                                          | Argento                                 | Bronzo                                  |
| -------------------------------------------- | -------------------------------------------- | --------------------------------------- | --------------------------------------- |
| Vancouver 2010                               | Ashleigh McIvor                              | Hedda Berntsen                          | Marion Josserand                        |
| Soči 2014                                    | Marielle Thompson                            | Kelsey Serwa                            | Anna Holmlund                           |
| Pyeongchang 2018                             | Kelsey Serwa                                 | Brittany Phelan                         | Fanny Smith                             |
| Pechino 2022                                 | Sandra Näslund                               | Marielle Thompson                       | Fanny Smith                             |
| Atleta meglio premiata: Kelsey Serwa (1/1/0) | Atleta meglio premiata: Kelsey Serwa (1/1/0) | Nazione meglio premiata: Canada (3/3/0) | Nazione meglio premiata: Canada (3/3/0) |

#### Halfpipe
| Edizione                                      | Oro                                           | Argento                                 | Bronzo                                  |
| --------------------------------------------- | --------------------------------------------- | --------------------------------------- | --------------------------------------- |
| Soči 2014                                     | Maddie Bowman                                 | Marie Martinod                          | Ayana Onozuka                           |
| Pyeongchang 2018                              | Cassie Sharpe                                 | Marie Martinod                          | Brita Sigourney                         |
| Pechino 2022                                  | Gu Ailing                                     | Cassie Sharpe                           | Rachael Karker                          |
| Atleta meglio premiata: Cassie Sharpe (1/1/0) | Atleta meglio premiata: Cassie Sharpe (1/1/0) | Nazione meglio premiata: Canada (1/1/1) | Nazione meglio premiata: Canada (1/1/1) |

#### Slopestyle
| Edizione                                         | Oro                                              | Argento                                   | Bronzo                                    |
| ------------------------------------------------ | ------------------------------------------------ | ----------------------------------------- | ----------------------------------------- |
| Soči 2014                                        | Dara Howell                                      | Devin Logan                               | Kim Lamarre                               |
| Pyeongchang 2018                                 | Sarah Höfflin                                    | Mathilde Gremaud                          | Isabel Atkin                              |
| Pechino 2022                                     | Mathilde Gremaud                                 | Gu Ailing                                 | Kelly Sildaru                             |
| Atleta meglio premiata: Mathilde Gremaud (1/1/0) | Atleta meglio premiata: Mathilde Gremaud (1/1/0) | Nazione meglio premiata: Svizzera (2/1/0) | Nazione meglio premiata: Svizzera (2/1/0) |

#### Big air
| Edizione                | Oro                     | Argento                  | Bronzo                   |
| ----------------------- | ----------------------- | ------------------------ | ------------------------ |
| Pechino 2022            | Gu Ailing               | Tess Ledeux              | Mathilde Gremaud         |
| Atleta meglio premiato: | Atleta meglio premiato: | Nazione meglio premiata: | Nazione meglio premiata: |

#### Balletto
| Edizione         | Oro             | Argento      | Bronzo         |
| ---------------- | --------------- | ------------ | -------------- |
| Calgary 1988     | Christine Rossi | Jan Bucher   | Conny Kissling |
| Albertville 1992 | Conny Kissling  | Cathy Féchoz | Sharon Petzold |

### Misto

#### Salti a squadre miste
| Edizione                                     | Oro         | Argento | Bronzo |
| -------------------------------------------- | ----------- | ------- | ------ |
| Pechino 2022                                 | Stati Uniti | Cina    | Canada |
| Nazione meglio premiata: Stati Uniti (1/0/0) |             |         |        |